# Lista de prêmios e indicações recebidos por Lodovica Comello
Anexo abaixo sobre a Lista de prêmios e indicações recebidos por Lodovica Comello: cantora, atriz, bailarina, escritora jurada e apresentadora italiana.

## World Music Awards
Os World Music Awards têm origem nos Estados Unidos e premiam os melhores desempenhos do mercado musical
| Ano  | Categoria              | Projeto       | Resultado | País de origem |
| ---- | ---------------------- | ------------- | --------- | -------------- |
| 2014 | World Best Live Act    | Violetta      | Indicado  | Mundo          |
| 2014 | World Best Entertainer | Violetta      | indicado  | Mundo          |
| 2015 | Melhor Álbum           | Hoy Somos Más | Venceu    | Mundo          |

## Gardel Awards
Os Prêmios Gardel a la música é a maior premiação da música na Argentina, sendo considerado o Grammy Argentino de extrema importância.
| Ano  | Categoria          | Projeto  | Resultado | País de origem |
| ---- | ------------------ | -------- | --------- | -------------- |
| 2013 | Melhor Banda de TV | Violetta | Venceu    | Argentina      |

## Biglietto D'oro
Os Biglietto D'Oro tem origem na Itália é recebido apenas pelo elenco de filmes os quais a arrecadação tenha sido considerável em um período de tempo.
| Ano  | Prêmio          | Categoria | Trabalho Nomeado | Resultado | País de origem |
| ---- | --------------- | --------- | ---------------- | --------- | -------------- |
| 2017 | Biglietto D'Oro | -         | Poveri Ma Ricchi | Venceu    | Itália         |

## Nickelodeon Kid's Choice Awards
Os Kids Choice Awards é uma premiação de cinema, música e televisão.

### Kid's Choice Awards (Latino América)
| Ano  | Categoria                  | Projeto          | Resultado | País de Origem |
| ---- | -------------------------- | ---------------- | --------- | -------------- |
| 2013 | Atriz de TV Favorita       | ela mesma        | Indicado  | Argentina      |
| 2014 | Melhor Série               | Violetta         | Indicado  | Argentina      |
| 2014 | Programa Local Favorito    | Violetta         | Indicado  | Argentina      |
| 2014 | Obra de teatro favorita    | Violetta En Vivo | Indicado  | Argentina      |
| 2014 | Obra de Teatro Favorita    | Violetta En Vivo | Indicado  | Argentina      |
| 2014 | Programa ou série favorita | Violetta         | Indicado  | Argentina      |
| 2014 | Programa de TV Favorito    | Violetta         | Indicado  | Argentina      |

### Meus Prêmios Nick (Brasil)
| Ano  | Categoria               | Projeto  | Resultado | País de Origem |
| ---- | ----------------------- | -------- | --------- | -------------- |
| 2013 | Programa de TV Favorito | Violetta | Indicado  | Brasil         |
| 2015 | Programa de TV Favorito | Violetta | Venceu    | Brasil         |

## Fans Awards
Organizados por um WebShow online de grande audiência, o Fans Awards
| Ano  | Categoria     | Projeto   | Resultado      | País de Origem |
| ---- | ------------- | --------- | -------------- | -------------- |
| 2014 | Voz Dourada   | ela mesma | Venceu         | Argentina      |
| 2015 | Melhor Fandom | ela mesma | Terceiro lugar | Argentina      |

## Premios Quiero
Prêmios Quiero é uma premiação de vídeos musicais realizada na Argentina em que inclui cantores e artistas de toda a América Latina e Espanha. Lodovica foi premiada por haver colaborado com o artista espanhol Abraham Mateo, na canção "Sin Usar Palabras".
| Ano  | Categoria                      | Projeto           | Resultado | País de Origem |
| ---- | ------------------------------ | ----------------- | --------- | -------------- |
| 2015 | Melhor Encontro Extraordinário | Sin Usar Palabras | Venceu    | Espanha        |

## Music Life Awards
| Ano  | Categoria    | Projeto   | Resultado | País de Origem |
| ---- | ------------ | --------- | --------- | -------------- |
| 2016 | Biggest Fans | ela mesma | Venceu    | Polónia        |

## Macchianera Internet Awards
| Ano  | Categoria         | Projeto   | Resultado | País de Origem |
| ---- | ----------------- | --------- | --------- | -------------- |
| 2016 | Artista Revelação | ela mesma | Indicado  | Itália         |
| 2016 | Instagrammer      | ela mesma | Indicado  | Itália         |
| 2016 | Twitteira         | ela mesma | Indicado  | Itália         |
| 2017 | Personagem do Ano | ela mesma | Indicado  | Itália         |
| 2017 | Instagrammer      | ela mesma | Indicado  | Itália         |
| 2017 | Twitteira         | ela mesma | Indicado  | Itália         |
| 2018 | Twitteira         | ela mesma | Indicado  | Itália         |

## Diversity Media Awards
| Ano  | Categoria             | Projeto             | Resultado | País de Origem |
| ---- | --------------------- | ------------------- | --------- | -------------- |
| 2017 | Influencer do Ano     | ela mesma           | Venceu    | Itália         |
| 2017 | Melhor Programa       | Itália's Got Talent | Indicado  | Itália         |
| 2020 | Melhor Série Italiana | Extravergine        | Indicado  | Itália         |

## Spettacolo Musica
| Ano  | Categoria           | Projeto              | Resultado | País de Origem |
| ---- | ------------------- | -------------------- | --------- | -------------- |
| 2017 | Canzone Dell'Estate | 50 Shades Of Colours | Venceu    | Itália         |
| 2017 | Canção do Ano       | 50 Shades Of Colours | Venceu    | Itália         |

## Revista TKM
| Ano  | Categoria    | Projeto  | Resultado | País de Origem |
| ---- | ------------ | -------- | --------- | -------------- |
| 2013 | Disco do Ano | Universo | Venceu    | Argentina      |

## Famavision De Oro
| Ano  | Categoria         | Projeto       | Resultado | País de Origem |
| ---- | ----------------- | ------------- | --------- | -------------- |
| 2014 | Melhor Videoclipe | Hoy Somos Más | Venceu    | Argentina      |

## Premios Notirey
| Ano  | Categoria     | Projeto  | Resultado | País de Origem |
| ---- | ------------- | -------- | --------- | -------------- |
| 2013 | Serie Juvenil | Violetta | Indicado  | Argentina      |

## Prêmios por reconhecimento

#### The Caro TeleVip
| Ano  | Honraria             |
| ---- | -------------------- |
| 2016 | Personagem TV do Ano |

#### Giffoni Film Festival
| Ano  | Honraria          |
| ---- | ----------------- |
| 2017 | Talento Explosivo |